# Morella (Espagne)
Pour les articles homonymes, voir Morella.
 (octobre 2023).
Si vous disposez d'ouvrages ou d'articles de référence ou si vous connaissez des sites web de qualité traitant du thème abordé ici, merci de compléter l'article en donnant les références utiles à sa vérifiabilité et en les liant à la section « Notes et références ».
Morella (en valencien et en castillan) est une commune d'Espagne de la province de Castellón dans la Communauté valencienne. Elle est le chef-lieu de la comarque de Ports. Elle est située dans la zone à prédominance linguistique valencienne. Elle fait partie de la mancomunidad de la Taula del Sénia et de la Mancomunidad Comarcal Els Ports. Depuis 2013, Morella appartient à l'association Les Plus Beaux Villages d'Espagne.

## Géographie

Localisation de Morella
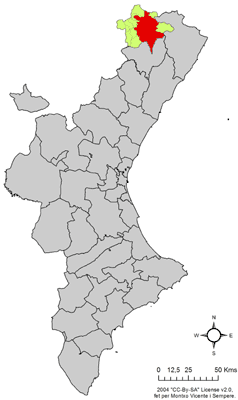
dans la Communauté valencienne.
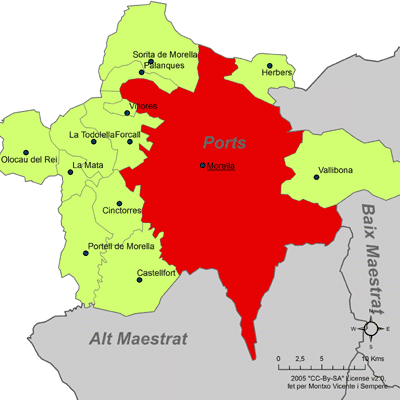
dans la comarque de Ports.

Morella, ville comprise entre Teruel et la Catalogne, apparaît aux yeux des visiteurs, entourée de ses murailles centenaires et couronnée par son impressionnant château, à plus de mille mètres d'altitude. Les cols dans la montagne sont Torre Miró (1 259 m) et Querol (1 020 m).
À cause du relief abrupt et montagneux de la région de Els Ports, le chemin pour arriver à Morella croise ravins, bois de pins, bois de yeuses, bois de chênes-verts, lits de rivières asséchées (Rambla de Cervera) et barres rocheuses.
La route N-232 est l'axe de communication de Morella vers Saragosse et Logroño. De même, cette route relie Morella avec les stations touristiques sur le littoral de Communauté valencienne, ainsi qu'avec l'autoroute de la Méditerranée (A-7) et avec la route N-340. Depuis Castellón, on peut également accéder à la cité par la N-238 qui se raccorde ensuite avec la N-232 en direction de Morella.

### Hameaux
Sur le territoire de Morella, on trouve les hameaux suivants :
La Bespa, Castellons, Coll y Moll, Font d'En Torres, Herbeset, Els Llivis, Morella la Vella, Muixacre, Ortells, La Pobla de Alcolea, La Roca, Primera del Río, Segunda del Río, Vallivana et Xiva de Morella.

### Villes voisines
Zorita del Maestrazgo, Palanques, Forcall, Villores, Cinctorres, Castellfort, Ares del Maestrat, Catí, Chert, Vallibona, Castell de Cabres et Herbés, toutes dans la province de Castellón.

## Histoire

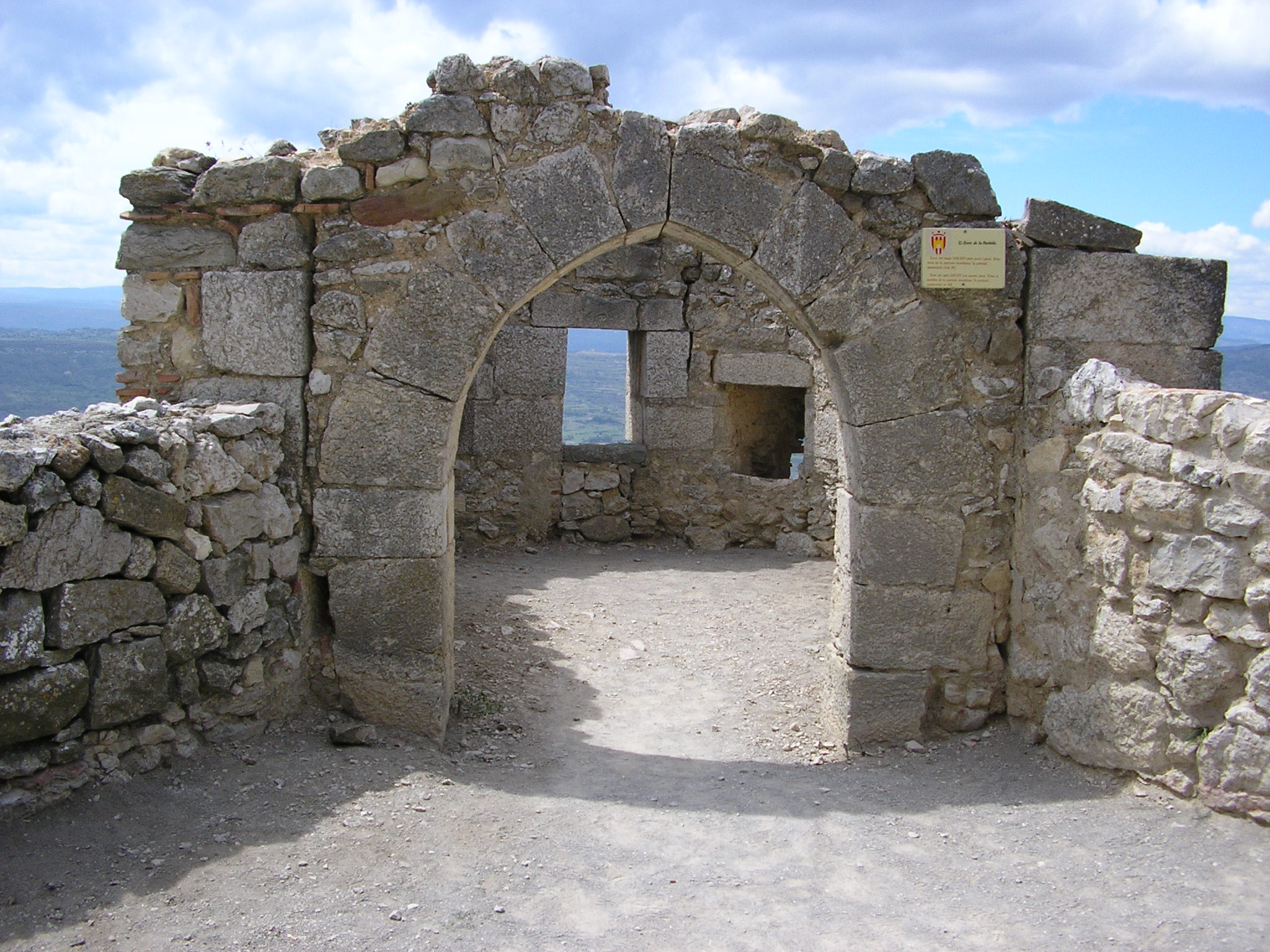
Tour Pardala

Juchée de manière spectaculaire sur le flanc d'une montagne, la cité fortifiée de Morella, l'antique Castra Aelia des romains et fief du carlisme au temps du général Cabrera, domine le paysage du Alto Maestrazgo. Morella peut afficher une histoire aussi ancienne qu'illustre. Dans son territoire, on a trouvé de nombreux et intéressants restes archéologiques; aujourd'hui encore sont conservées les peintures rupestres de Morella la Vella qui attestent de la présence de l'homme préhistorique sur ces terres. À Les Solanes ont été trouvées une vingtaine de sépultures de l'âge du bronze et des Hypogées à Hostal Nou, vestiges préhistoriques qui ont été lamentablement détruits. Morella a été un des premiers villages apparus sur la terre espagnole, puisqu'on considère que sa fondation date de la période néolithique.
Avec l'arrivée des Celtes, s'est établie à l'actuel emplacement de Morella, la tribu des beribraces ou brigaces. Sur la présence des grecs sans la région, on a l'inestimable témoignage du dénommé Trésor de Morella, dont les pièces de monnaie (aujourd'hui perdues) venaient de Crète, Taras et de la Grande-Grèce. Les carthaginois n'ont pas réussi à soumettre les ilercavones, descendants des beribraces. Hannibal passa un pacte avec eux et en fit ses alliés. Mandonio, roitelet de Mandonia (Morella), participa aux guerres puniques et les ilercavones luttèrent quelquefois aux côtés des Carthaginois et d'autres fois en faveur des Romains, et toujours pour la défense de leur indépendance. Après la mort du général Quintus Sertorius, qui s'était rebellé contre le pouvoir de Rome, toute la région passa au pouvoir des Romains. Morella a été profondément romanisée et ses habitants ont adopté les coutumes et les lois romaines. La cité obtint le titre de colonie de droit latin et a été intégrée à la province de Tarragone.
Les Vandales mirent à feu et à sang Morella et l'ont occupée pendant environ trois ans, l'abandonnant en 411. Les Wisigoths commandés par Athaulf conquirent la région Tarragonaise en 414, mais Morella, grâce à un pacte, resta dépendante de Rome jusqu’à ce qu'Alaric se soit rendu maître totalement de la province en 476. Les Wisigoths ont peuplé la ville à deux époques différentes.  À La Pedrera de la Parreta à Morella, le site wisigoth du Mas Sabater a été découvert. Sur ce site, on remarque un bâtiment qui, selon les études des archéologues, aurait pu avoir douze mètres de haut et dater du VIIe siècle. C'est l'un des sites les plus importants de cette période dans tout l'arc méditerranéen, selon les directeurs des fouilles, Ramiro Pérez et José Manuel de Antonio.On ne sait pas s’il avait une utilisation civile ou religieuse . Aussi on considère que les églises de San Nicolás de Morella et de San Pedro de Castellfort sont des fondations wisigothiques.
Les Berbères ont occupé Morella en l'an 714. Plus tard, la cité est passée sous la dépendance du roi arabe de Tortosa. À cette époque Morella est associé au nom du Cid qui, à ce qui semble, a été celui qui précisément a reconstruit son château. Aux environs de Morella s'est déroulée une fameuse bataille pendant la domination musulmane, et dont le principal protagoniste était Rodrigo Díaz de Vivar, dit Le Cid, contre qui unirent leurs forces le roi maure de Tortosa et le roi chrétien Sancho Ramírez d'Aragon. Le Cid leur livra bataille au pied de Morella le 14 août 1088, en l'endroit nommé Pla del Rei, mettant en déroute ses adversaires, faisant prisonniers 2 000 hommes d'armes et de nombreux nobles chrétiens et chefs arabes.

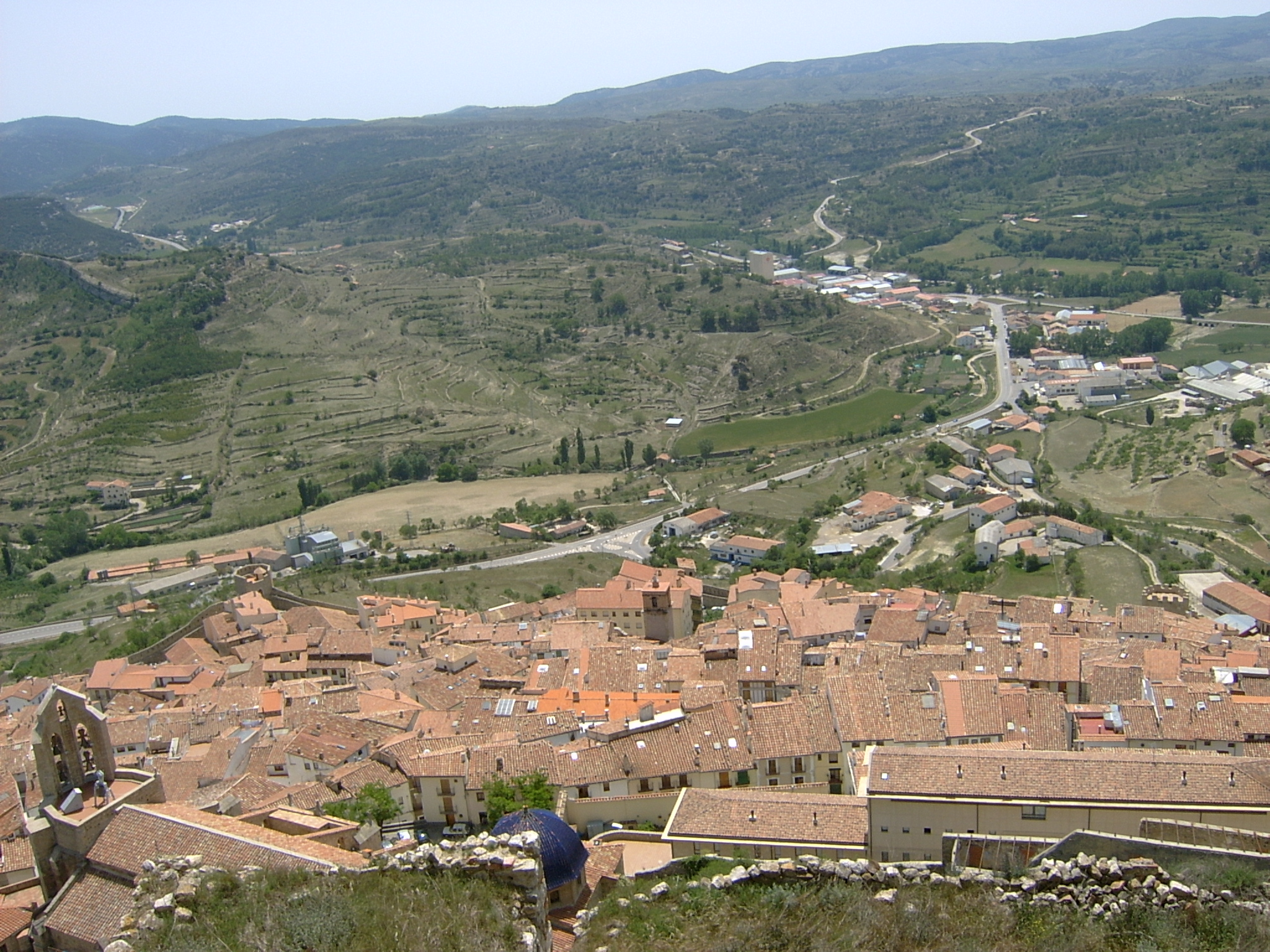
Vue panoramique depuis le château

En l'an 1117 le roi don Alphonse Ier le Batailleur reconquit Morella pour la première fois pour les chrétiens. La cité retourna au pouvoir des musulmans; le comte Ramón Berenguer essaya de s'en emparer en 1157, après la conquête de Alcañiz, mais échoua. Ce devait être Jacques Ier le Conquérant qui, en l'an 1232, expulsa définitivement les Arabes. Les forces chrétiennes qui ont reconquis Morella, étaient dirigées par don Blasco de Alagón -connu sous le surnom de El Mayor-. Il fut le seigneur féodal de la cité, mais à sa mort, la ville passa directement sous le pouvoir royal. Don Blasco publia le 16 avril 1233 la première "charte de repeuplement" (carta-puebla) de Morella, qui concédait à ses habitants les fueros de Sepúlveda et Extremadura. Plus tard, le roi Jacques Ier supprima la suzeraineté et annula la carta-puebla, en édictant une autre le 16 février 1249. Jacques Ier se comporta généreusement avec les morellanos et leur accorda l'honorable privilège de la fidélité.

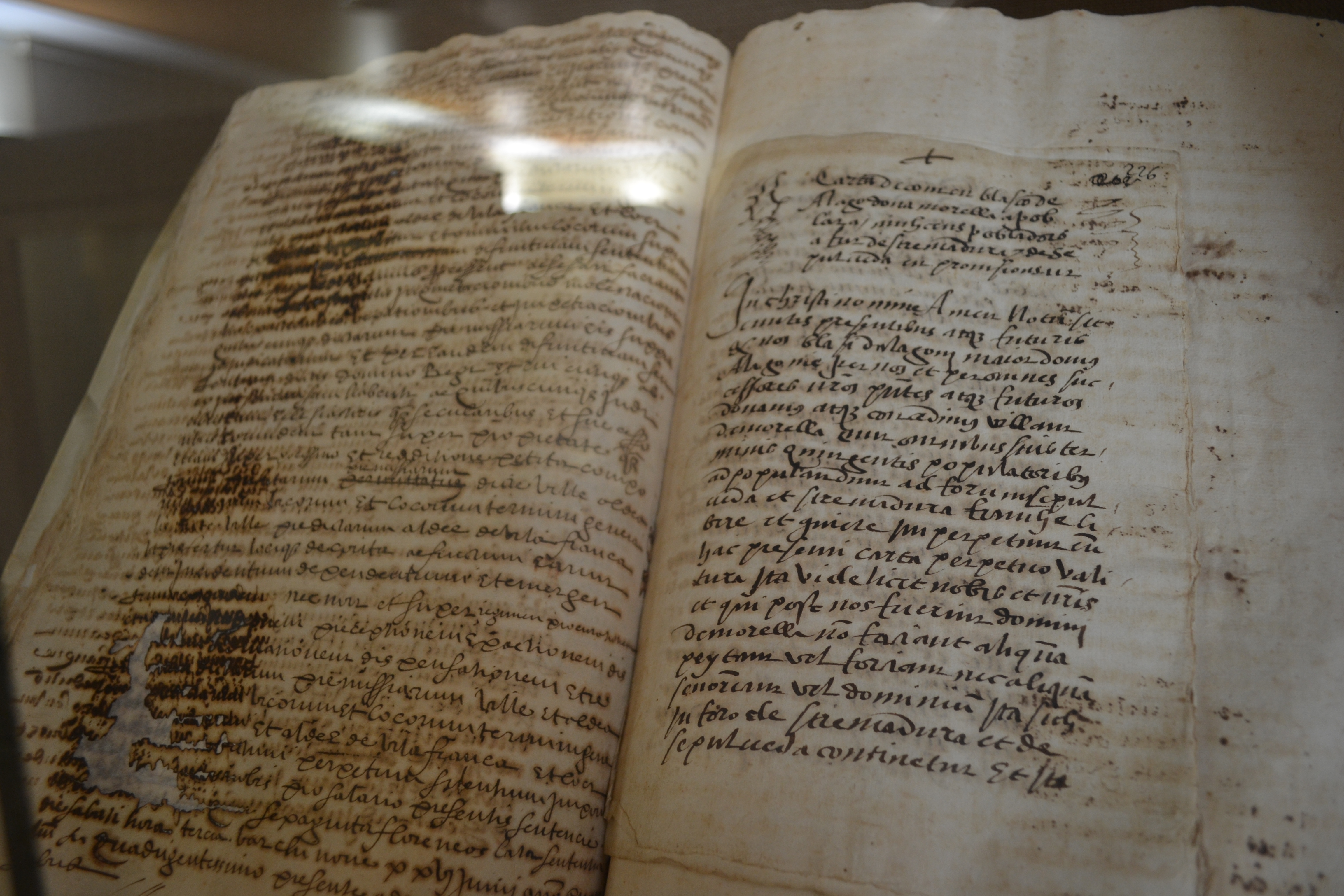
Charte de peuplement de Morella (1233).

En 1672, la ville a dû subir les atteintes d'une épidémie que les documents de l'époque appellent fièvres malignes. Depuis, on célèbre à Morella les fameuses Fêtes Sexennales, en commémoration de la décision prise le 14 février 1673 de célébrer une neuvaine tous les six ans en action de grâces pour la salutaire intercession de la Vierge de Vallivana quand Morella fut frappée par cette épidémie de peste.
Pendant la Guerre de Succession, Morella prit parti pour Philippe V. Les partisans de l'Archiduc Charles, sous le commandement de Mut de Valjunquera, essayèrent d'entrer dans Morella, mais furent mis en déroute sur la montagne de San Marcos. Morella a dû se rendre, finalement, le 3 février aux forces de Philippe V qui l'assiégeaient. Sous le règne de ce monarque, Morella devint le siège de la Gobernación Militar y Política.
En 1808, elle se joignit au soulèvement patriotique contre Napoléon; comme en beaucoup  d'endroits, ce sont les classes populaires qui affrontèrent les troupes d'invasion. Enfin, en octobre 1813 les forces espagnoles, commandées par le général Elío, réussirent à la  reconquérir.
Lors du règne de Ferdinand VII, Morella fut prise dans de constantes convulsions politiques des affrontements entre les partisans de la Constitution de 1812 et les partisans de l'absolutisme, appelés réalistes.
Les affrontements culminèrent le 5 juin 1822, quand un groupe d'absolutistes obligèrent la garnison de Morella à se rendre, en leur faisant croire qu'ils possédaient des forces plus nombreuses. Douze jours plus tard, les troupes gouvernementales récupérèrent la cité. Malgré tout, un an après, les absolutistes réoccupèrent la ville.
À la mort de Ferdinand VII en 1833 s'est allumée la cruelle guerre carliste entre les partisans du frère du roi disparu, don Carlos, et ceux de la reine douairière Marie-Christine. À nouveau, on a assisté à de cruelles luttes et des monstruosités sans nom. Quand la seconde guerre civile carliste fut achevée, Morella se consacra pendant des années à panser les plaies résultant de l'affrontement.

## Démographie
| 1990  | 1992  | 1994  | 1996  | 1998  | 2000  | 2002  | 2004  | 2005  | 2011  |
| ----- | ----- | ----- | ----- | ----- | ----- | ----- | ----- | ----- | ----- |
| 2.996 | 2.850 | 2.859 | 2.797 | 2.719 | 2.711 | 2.752 | 2.782 | 2.815 | 2.794 |

## Fêtes

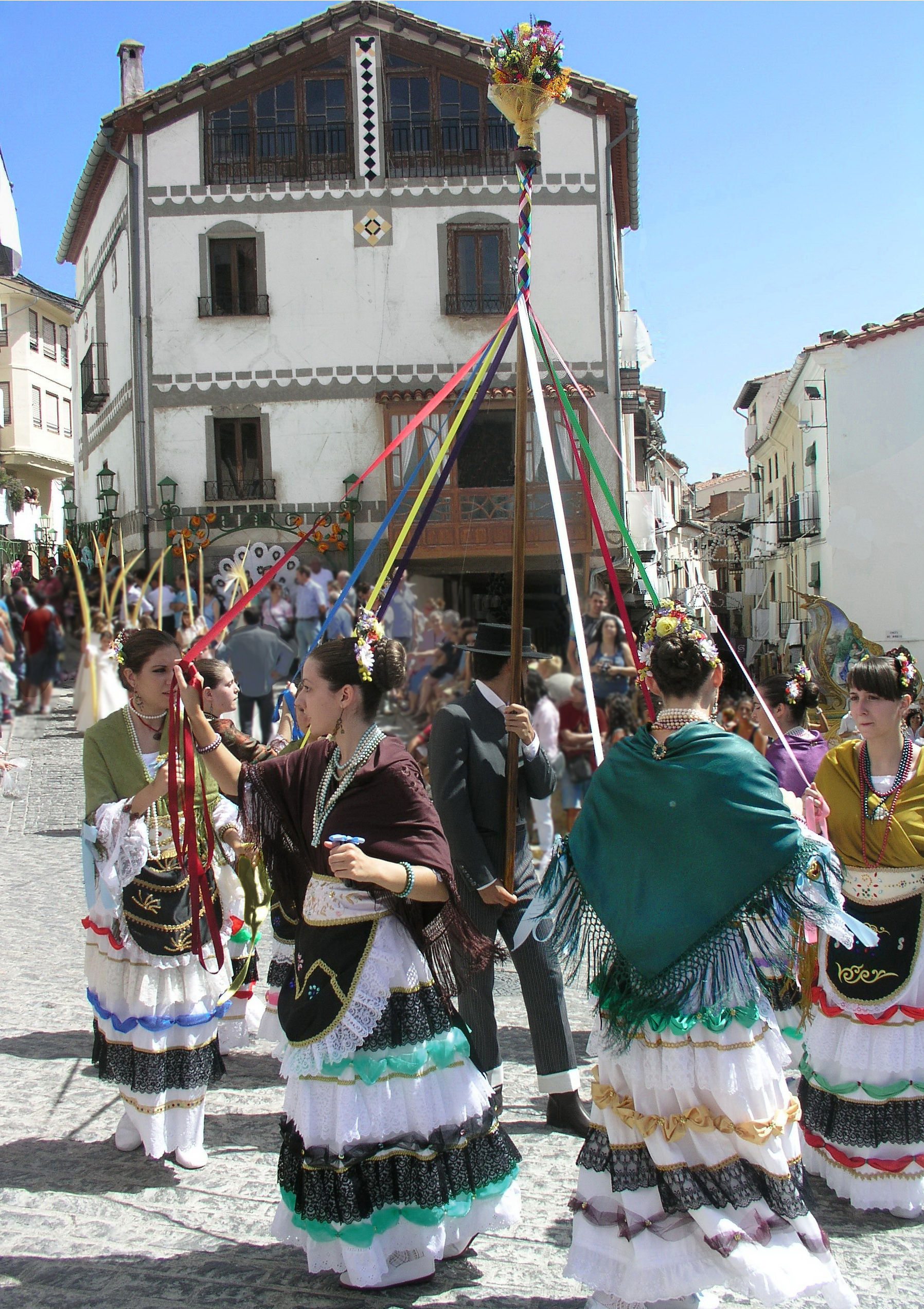
Danse de les Gitanetes, Sexenni 2012. Morella

La majorité d'entre elles ont une origine dans le culte religieux.
- San Julián, patron de la cité (7 janvier).

- San Antonio (week-end suivant le 17 janvier).

- Carnaval

- Ciclo de rollos y primas (du 25 avril au 10 juillet).

- Rogativa al Santuario de Vallivana (premier week-end de mai).

- Corpus Christi.

- Sant Joan (samedi le plus proche du 24 juin).

- Bous de Sant Roc (août).

- Feria agrícola y ganadera (foire agricole le second week-end de septembre).

- L'Anunci: se célèbre l'an précédant les Sexenni, et précisément annonce la célébration de ces derniers.

- Sexenni: (Fêtes sexennales) c'est la fête par excellence de Morella. Elle se célèbre tous les six ans, en août, en l'honneur de la Vierge de Vallivana. Durant les Fêtes sexennales, chaque jour, une corporation (tourneurs, tisserands, laboureurs, voyageurs, gitans) réalise sa danse. La dernière fête a eu lieu en août 2006.

## Économie
Morella a été et reste le centre commercial de son canton. Son économie repose sur le secteur des services, redynamisé actuellement par le tourisme. L'agriculture et l'élevage (porcin et avicole) complètent son activité économique.

## Sites et monuments
Le village obtient en 2021 le label Meilleurs villages touristiques de l'Organisation mondiale du tourisme.

### Monuments religieux

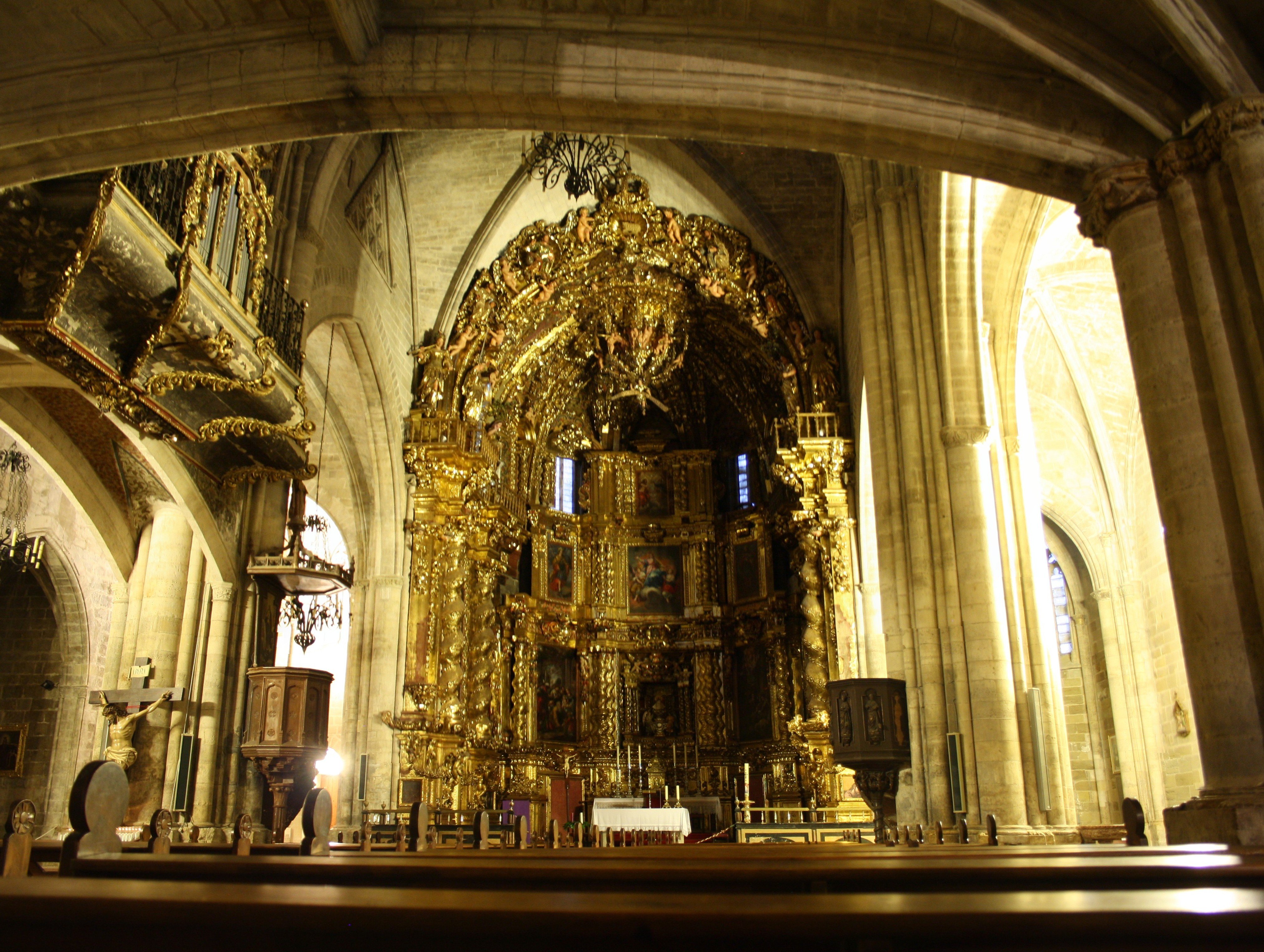
Chœur de style churrigueresque de la Basilique Santa María

- Basilique Santa María. La basilique de Sainte-Marie la Majeure constitue une halte obligatoire pour les passionnés d'art religieux. Cette construction gothique réunit dans une même façade le portail des Apôtres et celui de la Vierge. À l'intérieur, dans la partie postérieure du jubé, on peut voir sculpté en forme de frise deux belles portes surmontées de gâbles, la porte des Apôtres (XIVe siècle) et la porte des Vierges (XVe siècle) au-dessus du portique de la Gloire. Le singulier escalier en colimaçon qui mène au jubé, où chantait le chœur, est entièrement recouvert de reliefs peints, œuvre d'Antonio Sancho (1470) et du sculpteur italien Jusepe Beli. Le parapet du jubé est un bijou de la sculpture gothique pré-Renaissance. Le Choeur de style Renaissance, surélevé au centre de la nef, possède un escalier tournant magnifiquement sculpté et une fine balustrade dont la frise illustre le Jugement dernier. Le maître-autel, les trois rosaces avec des vitraux de l'École valencienne du XIVe siècle et l'orgue de Torull (comportant 47 jeux) sont quelques-uns de ses joyaux. Le monumental retable du chœur a été réalisé entre 1657 et 1685, principalement par Vicente Dolz. Il a été entièrement recouvert de sgraffite doré en 1739. En 1700, une bulle du pape Innocent XII confère à cette église le privilège d'être incorporée à la basilique de Saint-Jean-de-Latran à Rome. Un tableau de l'antipape Benoît XIII attribué à Joan Reixach rappelle les Conversations de Morella tenues durant l'été 1414, au cours desquelles le roi d'Aragon Ferdinand Ier et le dominicain Vincent Ferrier ont tenté d'amener le pape Benoît XIII à abdiquer afin de mettre un terme au Grand Schisme d'Occident[4].

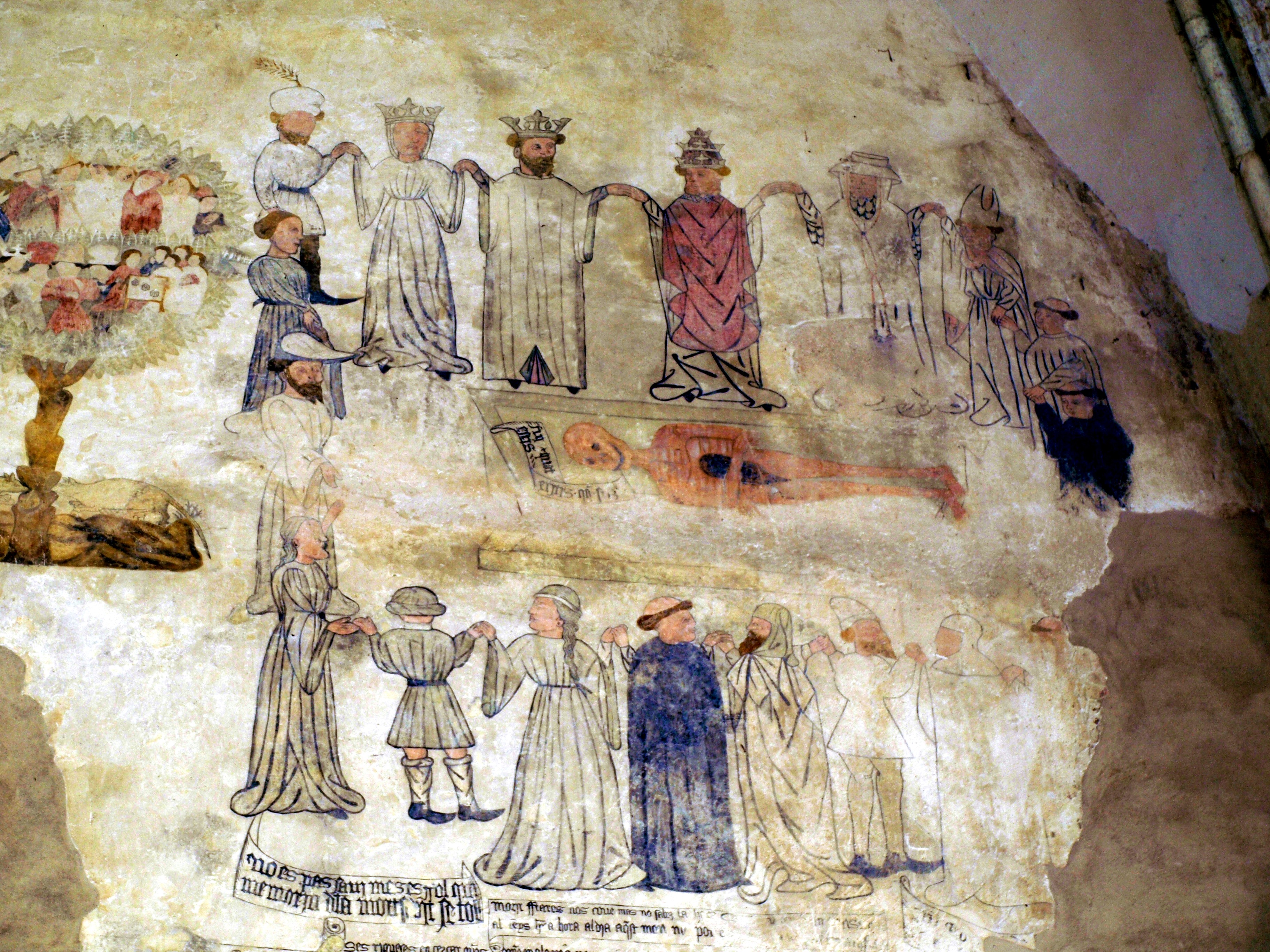
Fresque dans la salle capitulaire du couvent

- Couvent de San Francisco. L'église du couvent date du XIVe siècle, et a été repeinte dans le style néoclassique en 1800. Aujourd'hui on peut apprécier le style gothique original. L'élément le plus significatif est la salle capitulaire où l'on veillait les moines défunts. Une fresque représente une danse macabre de la fin du XVe siècle, un motif très populaire à l'époque, avec une roue de la Fortune et un arbre de la vie contre lequel la mort tire des flèches tandis que des rats le rongent à la base. Dans la ronde autour du cadavre, toutes les composantes de la société se donnent la main : noble, reine, roi, pape, cardinal, évêque, moines, clerc, religieuse, paysan, juif, frère dominicain, prostituée, enfant, femme de la noblesse, bourgeois, paysanne. La fresque comprend aussi le texte du poème en ancien français que chantaient les moines ainsi que la partition musicale. Comme le commente l’historien français Jean Delumeau : « Il semble presque certain que le sujet de la danse macabre est né dans la grande pandémie de 1348, et il est significatif que son efflorescence se situe entre les XVe et XVIIIe siècles, c’est-à-dire à l’époque où la peste constituait un danger aigu pour les populations[5]
- Église San Nicolás. Ce qui fut l'église de Saint-Nicolas, de style roman tardif, est aujourd'hui une salle d'exposition.

### Monuments civils

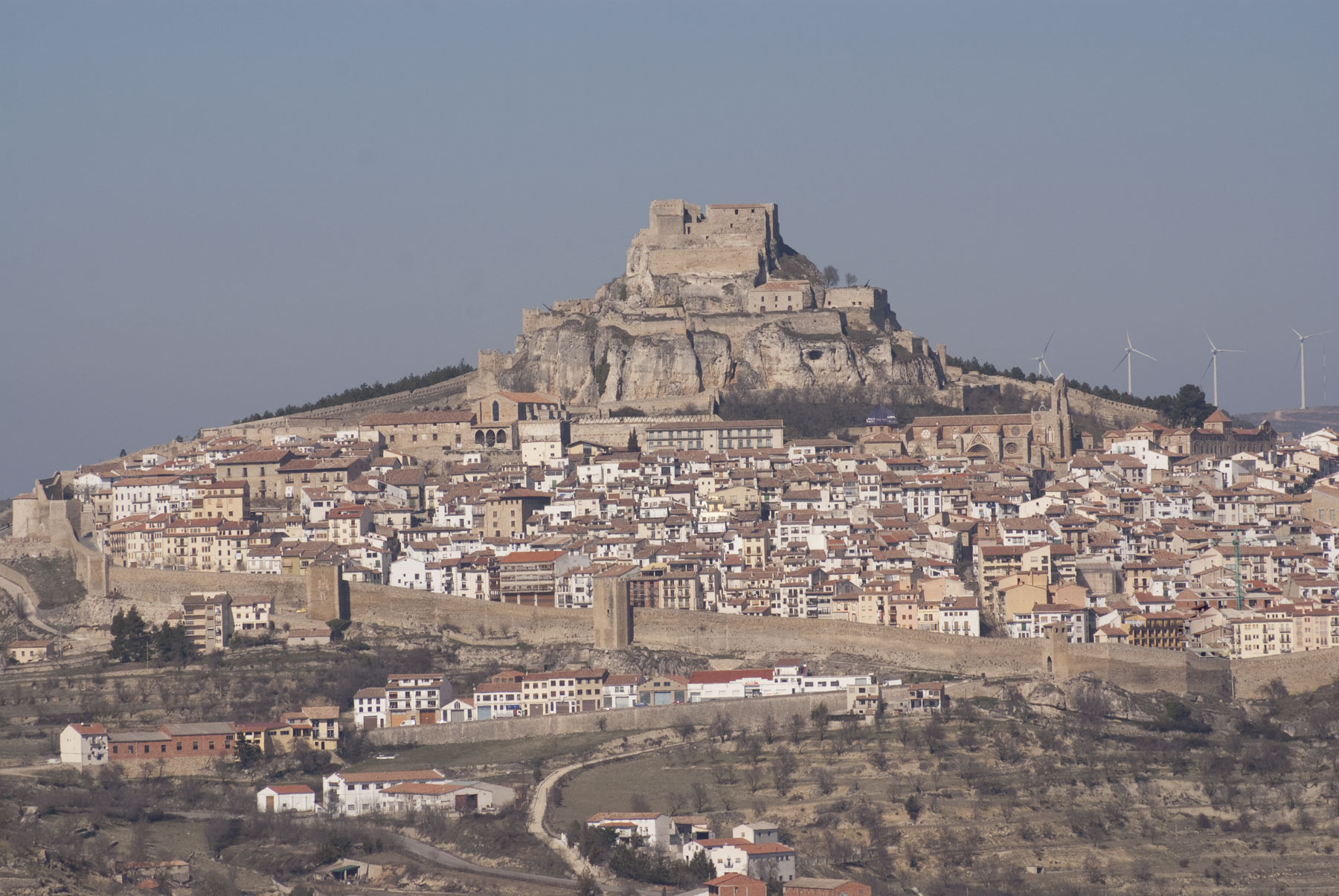
Château de Morella

- Château. Construit  au sommet du rocher. Il est formé de la place d'armes (1 070 m), du palais du gouverneur, du "Aljibe", de la tour de la Pardalea, retretas al vuelo par où entrèrent en 1838 les carlistes, de la prison de Cacho, des ruines de palais royaux, tours de Homenaje, et pavillons officiels, témoignages des différentes formes de civilisations et cultures.
- Murailles Médiévales. On doit détacher ses portes de la Nevera, San Miguel, Morella, San Mateo, Forcall, del Rey et de los Estudios, et les  tours du Péblico, la Nevera, el Trinquet, San Miguel, la Redonda, de la fuente, Alós, del Asperó, Beneyto, de Fredes, San Mateo, del Forcall, del Carraixent, del Rey, de los Estudios et de San Francisco.
- Aqueduc de Santa Lucía. Il s'agit d'une œuvre considérable de génie civil gothique du XIVe siècle ; c'est par lui qu'arrivaient les eaux de sources de "Vinatxos" et de "Aljub" vers la "Font Vella" de Morella.
- Ayuntamiento (mairie). C'est un édifice gothique des XIVe et XVe siècles.
- Casas Solariegas. Morella possède de nombreux hôtels particuliers. Celui du cardinal Ram (au bout de la rue Blasco de Alagón), du XVIe siècle, est actuellement une hôtellerie. La Casa de la Cofradía de Labradores (dans la rue de la Cofradía). La Casa de los Estudios y del Consell (près de la place de los Estudios), la Casa de Ciurana de Quadres (dans la montée de San Juan), la Casa de Rovira (dans la rue de la Virgen) et la Casa del Marqués de Cruilles sont quelques exemples parmi d'autres.
- Village wisigoth sur le site de Mas Sabater-Cantera de la Parreta de Morella dans lequel se distingue un bâtiment principal datant du VIIe siècle et qui, selon les études menées aurait pu avoir douze mètres de haut.

## Sports

### Arrivées duTour d'Espagne
- 2004 : Denis Menchov
- 2000 : Roberto Heras

## Personnalités célèbres
- Francesc de Vinatea : gentilhomme du XIVe siècle.
- Joaquín Oliet Cruella : peintre néo-classique du XIXe siècle.
- Juan Francisco Cruella: peintre muraliste du XIXe siècle.
- José Segura Barreda: prêtre et historien du XIXe siècle.
- Joaquim Puig i Ferrer, dit Ximo Puig, ancien maire (1995-2012), président de la Généralité valencienne (depuis 2015).

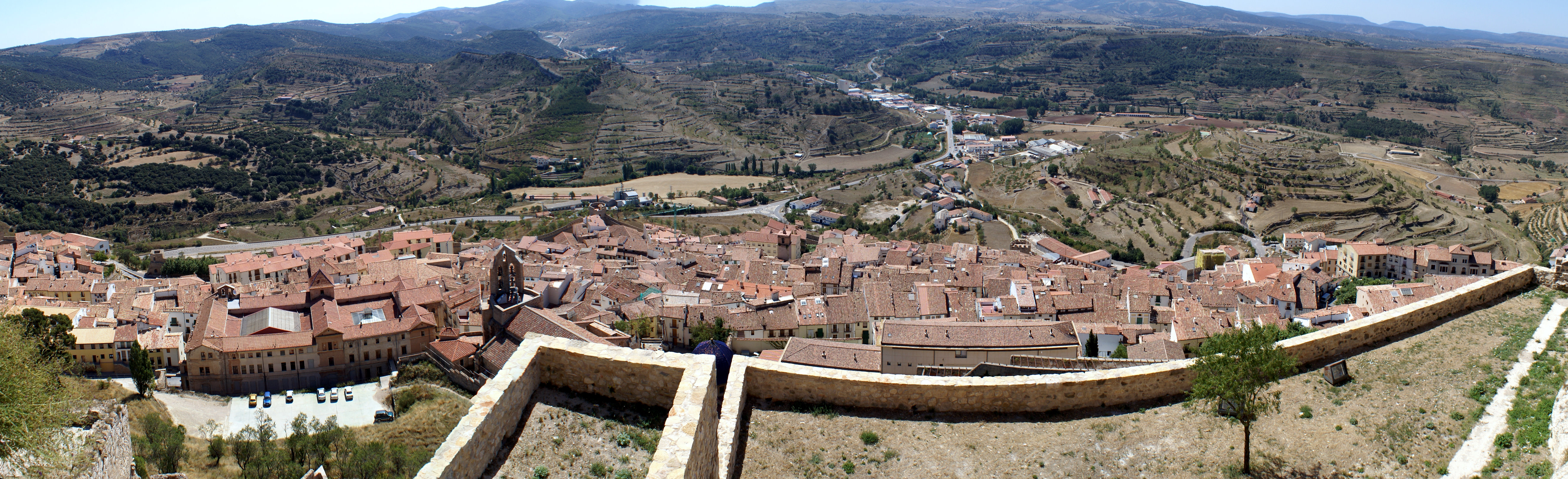
Vue panoramique de Morella.